# 錫廷伯恩和謝佩 (英國國會選區)

選區在肯特郡的位置

錫廷伯恩和謝佩（英語：Sittingbourne and Sheppey），英國國會一郡選區，位於肯特郡西北部，包括斯韋爾西北部合共十九個地方選區。
本區創設於1997年。2010年大選中當區議員、工黨的德瑞克·懷亞特宣佈退休，保守黨的戈登·亨德森以50.0%選票首次勝出。